# Peter Pringsheim
Peter Pringsheim, född 19 mars 1881 i München, död 20 november 1963 i Antwerpen, var en tysk fysiker. Han var son till Alfred Pringsheim och Hedwig Pringsheim.
Peter Pringsheim blev 1922 extraordinarie och 1930 ordinarie professor i fysik vid universitetet i Berlin. Han bedrev ingående studier av luminescensfenomenen, särskilt fosforescensen och fluorescensen, samt av den ljuselektriska effekten. Under 1930-talet utförde Pringsheim även undersökningar av Ramaneffekten. Bland hans skrifter märks Fluorescenz und Phosporescenz im Lichte der neueren Atomtheorie (3:e upplagan 1928) och Anregung von Lichtemission durch Einstrahlung (i Handbuch der Physik, 2:a upplagan 1933).